# 267 Tirza
267 Tirza (mednarodno ime je tudi 267 Tirza) je asteroid v glavnem asteroidnem pasu. Kaže značilnosti dveh tipov asteroidov (D in U).

## Odkritje
Asteroid je odkril francoski astronom Auguste Honoré Charlois (1864–1910) 27. maja 1887 v Nici.. Imenuje se po Tirzi, ženski iz Svetega pisma.

## Lastnosti
Asteroid Tirza obkroži Sonce v 4,62 letih. Njegova tirnica ima izsrednost 0,102, nagnjena pa je za 6,011° proti ekliptiki. Njegov premer je 52,68 km, okoli svoje osi se zavrti v 7,468 h .